# Hearne
Pour les articles homonymes, voir Hearn.
La ville de Hearne (en anglais [hɜːrn]) est située dans le comté de Robertson, dans l’État du Texas, aux États-Unis. Sa population s’élevait à 4 459 habitants lors du recensement de 2010, estimée à 4 483 habitants en 2016.

## Source
- (en) Cet article est partiellement ou en totalité issu de l’article de Wikipédia en anglais intitulé « Hearne, Texas » (voir la liste des auteurs).